# Turtle-Trader
Die Turtle Trader sind legendäre Börsenhändler, die dafür berühmt wurden, dass sie ihre Handelsentscheidungen in klar definierte Regeln fassen konnten. Die Zusammenfassung ihrer Regeln nannte man Turtle Trading System. Bis heute schmücken sich Organisationen mit dem Ruf dieser Legenden. Ob sie noch viel damit zu tun haben, kann nicht gesagt werden. Das Turtle Trader System gilt jedenfalls als nicht mehr länger erfolgreich auf heutigen Märkten.

## Turtle Trading
Richard Dennis und William Eckhardt waren zwei erfolgreiche und befreundete Futures-Händler in den USA. Sie führten Anfang der 1980er eine Diskussion: Dennis war überzeugt davon, dass man erfolgreiche Trader allein durch das richtige Training heranbilden könne. Eckhardt hielt die nötigen Fähigkeiten für nicht erlernbar. Um den Disput zu beenden, starteten sie ein Experiment. Sie wählten im Jahr 1983 aus 1000 Bewerbern auf eine Anzeige im Wall Street Journal 13 junge Leute ohne professionelle Trading-Erfahrung aus und brachten ihnen in einem zweiwöchigen Kurs ein trendfolgendes System für den Handel mit Futures bei. Die Gruppe bekam von Dennis den Namen „Turtle Traders“ (von englisch turtle ‚Schildkröte‘). Er meinte damit, dass man erfolgreiche Händler ebenso „züchten“ könne, wie Schildkröten.
Nach dem Kurs führten die Teilnehmer eine Zeitlang simulierte Trades durch. Jene 10, die sich in den Simulationen bewährt hatten, erhielten von Richard Dennis ein Startkapital von 500.000 bis zwei Millionen Dollar, um das System umzusetzen. Der Erfolg aus diesem Experiment war vielleicht Dennis’ größter Triumph: Die „Original-Turtles“ (heute so genannt, weil es noch eine zweite Turtle-Gruppe gab) machten in den darauf folgenden vier Jahren durchschnittlich Gewinne von 80 % und einige von ihnen sind auch heute noch in der Asset-Klasse Managed Futures erfolgreich.
Das Turtle-System war ein kurz- bis mittelfristiges trendfolgendes Programm, das auf einer modernisierten Interpretation der Weekly Rules von Richard Donchian basierte. Als Einstiegssignale wurden wahlweise Ausbrüche aus einem 20- bzw. 55-Tage-Hoch oder -Tief verwendet (also aus einem Donchian-Kanal). Die besondere Stärke des Turtle-Systems waren aber die auf Volatilität basierten Regeln für die Positionsgrößen, welche vielleicht das erste wirkungsvolle Risikomanagement in Bezug auf systematische, trendfolgende Handelsprogramme darstellten.